# Ernst Wilhelm Schuler von Senden
Ernst Wilhelm Moritz Otto Freiherr Schuler von Senden (* 12. April 1812 in Breslau; † 16. Januar 1899 in Dessau) war ein preußischer Generalleutnant.

## Leben

### Herkunft
Ernst Wilhelm Schuler von Senden war der jüngste Sohn des preußischen Generals der Infanterie Friedrich Schuler von Senden (1753–1827) und dessen Ehefrau Theodora, geborene von Schweinitz. Der Vater hatte 1807 den Orden Pour le Mérite erhalten und beendete seine Militärkarriere als Kommandant von Breslau.

### Militärkarriere
Senden war zunächst seit April 1826 Kadett in Berlin gewesen und wurde am 29. Juli 1829 als Portepeefähnrich im 2. Infanterie-Regiment der Preußischen Armee angestellt. Am 11. November 1830 wurde er Sekondeleutnant und einen Monat später zum 34. Infanterie-Regiment versetzt. Zwischen 1836 und 1838 war er an die Allgemeine Kriegsschule nach Berlin abkommandiert. Am 11. Mai 1838 wurde er für ein Jahr zur Dienstleistung bei der Garde-Artillerie-Brigade verwendet, darauf diente er für drei Jahre als Lehrer an der Divisionsschule der 15. Division. Am 20. Januar 1844 wurde zum Premierleutnant befördert, am 15. Juli 1848 stieg er zum Hauptmann und Kompaniechef auf.
Am 14. Juli 1856 wurde er zum Major befördert und nach Anklam abkommandiert, wo er das III. Bataillon des 2. Landwehr-Regiments übernahm. Am 18. Januar 1859 erfolgte seine neuerliche Versetzung, diesmal als Bataillonskommandeur im Infanterie-Regiment Nr. 21. Am 18. Oktober 1861 wurde er zum Oberstleutnant befördert und am 29. Januar 1863 zum Kommandeur des 3. Rheinischen Infanterie-Regiments Nr. 29 ernannt. Nachdem er am 17. März 1863 zum Oberst befördert worden war, führte er sein Regiment 1866 im Krieg gegen Österreich im Verband der Elbarmee in der Schlacht bei Münchengrätz. Darauf war er kurz stellvertretender Kommandeur der 31. Infanterie-Brigade und übernahm noch während des Feldzuges eine kombinierte Brigade im II. Reserve-Korps. Für seine Verdienste wurde er mit dem Kronenorden III. Klasse mit Schwertern ausgezeichnet. Am 15. September 1866 übernahm er das Kommando über die 17. Infanterie-Brigade und wurde am 20. September zum Generalmajor befördert.
Zu Beginn des Deutsch-Französischen Krieges führte er die 3. Landwehr-Division. Erst im August 1870 marschierte diese Division zur Unterstützung der Belagerungstruppen vor Metz ab. Senden nahm Ende August an der Schlacht von Noisseville teil. Dreimal drangen die Preußen in Noisseville ein und dreimal wurden sie wieder aus dem Orte vertrieben. Am 2. Oktober kämpfte er bei Saint Remy, am 7. Oktober 1870 bei Les Tapes-Bellevue. Darauf wurde seine Division dem Korps des General Manteuffel zugewiesen, er führte seine Division an die Somme. Ende November übernahm er unter Oberbefehl des General Kameke die Blockade von Mezieres, später die von Péronne. Nach der Übergabe der kleinen Festung Rocroi, die er am 5. Januar erreichte, wurde Senden am 18. Januar 1871 zum Generalleutnant befördert. 
Schon am 5. Januar war er Nachfolger des Generals Kameke geworden, er übernahm das Kommando der 14. Division, die im Verband der Südarmee unter General von Manteuffel gegen die Franzosen im Jura operierte. Am 14. Januar standen seine Truppen bei Marac, nach den Gefechten bei Sombacour und Chaffois am 29. Januar folgte aber bald der Waffenstillstand. Senden wurde am 3. März 1871 mit dem Orden Pour le Mérite ausgezeichnet, nachdem er bereits vorher beide Klassen des Eisernen Kreuzes erhalten hatte. Nach dem Krieg übernahm er im Juli 1871 das Kommando über die 12. Division. Am 17. September 1872 wurde Senden unter Verleihung des Roten Adlerordens I. Klasse mit Eichenlaub und Schwertern am Ringe mit Pension zur Disposition gestellt.

### Familie
Senden heiratete am 26. April 1842 in Köln Marie Elisabeth Kamp (1818–1897) eine Tochter des Bankiers Heinrich Kamp, Mitglied des preußischen Herrenhauses. Aus der Ehe gingen folgende Kinder hervor:
- Carl Heinrich Theodor (1843–1880), preußischer Hauptmann ⚭ Hedwig Brand (1856–1928)
- Ernst Otto Wilhelm August (1845–1909), preußischer Generalmajor und Kommandeur der 2. Infanterie-Brigade in Gumbinnen ⚭ Anna Luise Birnbaum (1853–1920)
- Max Ludwig Walter (1850–1912), preußischer Generalleutnant ⚭ Therese von Falkenhausen (1882–1964)
- Paul Hugo (1851–1917), preußischer Generalleutnant ⚭ Dorothee Friederike Julie Luise von Wrisberg (* 1862)
- Elisabeth Hedwig Marie (1853–1936) ⚭ Alexander Freiherr von Falkenhausen (1844–1909), preußischer Rittmeister. Aus dieser Ehe entstammten sieben Kinder, darunter General Alexander von Falkenhausen (1878–1966).
- Martha Helene Mathilde (* 1855) ⚭ Heinrich Schenk (1839–1919), preußischer Generalleutnant